# Liste des monuments historiques de Sevenig bei Neuerburg
La Liste des monuments historiques de Sevenig bei Neuerburg contient deux monuments historiques à Sevenig bei Neuerburg, une municipalité allemande située dans le Land de Rhénanie-Palatinat et l'arrondissement d'Eifel-Bitburg-Prüm.

## Liste
| Monument                            | Adresse      | Coordonnées                      | Notice | Protection | Date | Illustration                        |
| ----------------------------------- | ------------ | -------------------------------- | ------ | ---------- | ---- | ----------------------------------- |
| Église catholique St. Gertrud, 1900 | Dorfstraße 8 | 50° 01′ 18″ nord, 6° 11′ 26″ est |        |            |      | Église catholique St. Gertrud, 1900 |
| Ferme, vers 1850                    | Dorfstraße 6 | 50° 01′ 17″ nord, 6° 11′ 17″ est |        |            |      | Image manquante Téléverser          |